# Kurt Lischka
Kurt Lishcka (Breslavia, 16 agosto 1909 – Brühl, 5 aprile 1989) è stato un militare tedesco, tenente colonnello delle SS. Fu capo della Gestapo assegnato a Parigi nella Francia occupata durante la seconda guerra mondiale.

## Biografia
Lischka era il figlio di un funzionario di banca che ha studiato diritto e scienze politiche a Breslavia e Berlino. Dopo aver conseguito la laurea ha lavorato in vari tribunali distrettuali e presso la Corte d'Appello Provinciale a Breslavia.

### Carriera nel partito nazista
Lischka ha aderito alla SS dal 1º giugno 1933, raggiungendo il grado di Maggiore delle SS nel 1938 e poi il grado di SS-tenente colonnello il 20 aprile 1942.
Il 1º settembre 1935 Lischka passa alla Gestapo e da gennaio ad agosto del 1940 diventa capo della sede di Colonia, il cui palazzo, per preservare la memoria del suo tragico ruolo, è oggi sede del Museo El.De.

### Deportazione degli ebrei francesi
Lischka, entrato nell'ufficio affari ebraici (Referat IVB) della Gestapo, ha guidato l'operazione che ha portato alla carcerazione di oltre 30.000 ebrei tedeschi subito dopo la distruzione di massa delle proprietà ebraiche nei pogrom conosciuto come la "Notte dei cristalli" avvenuto nella notte tra il 9 e il 10 nel novembre 1938. Alla fine dello stesso anno fu nominato capo dell'ufficio per "l'emigrazione" ebraica a Berlino.
Il 1º novembre 1940 arriva a Parigi, come assistente di Helmut Knochen, comandante della Sipo (Polizia di sicurezza) - SD (Servizio di Sicurezza), e diventa capo del II Ufficio (organizzazione, amministrazione). 

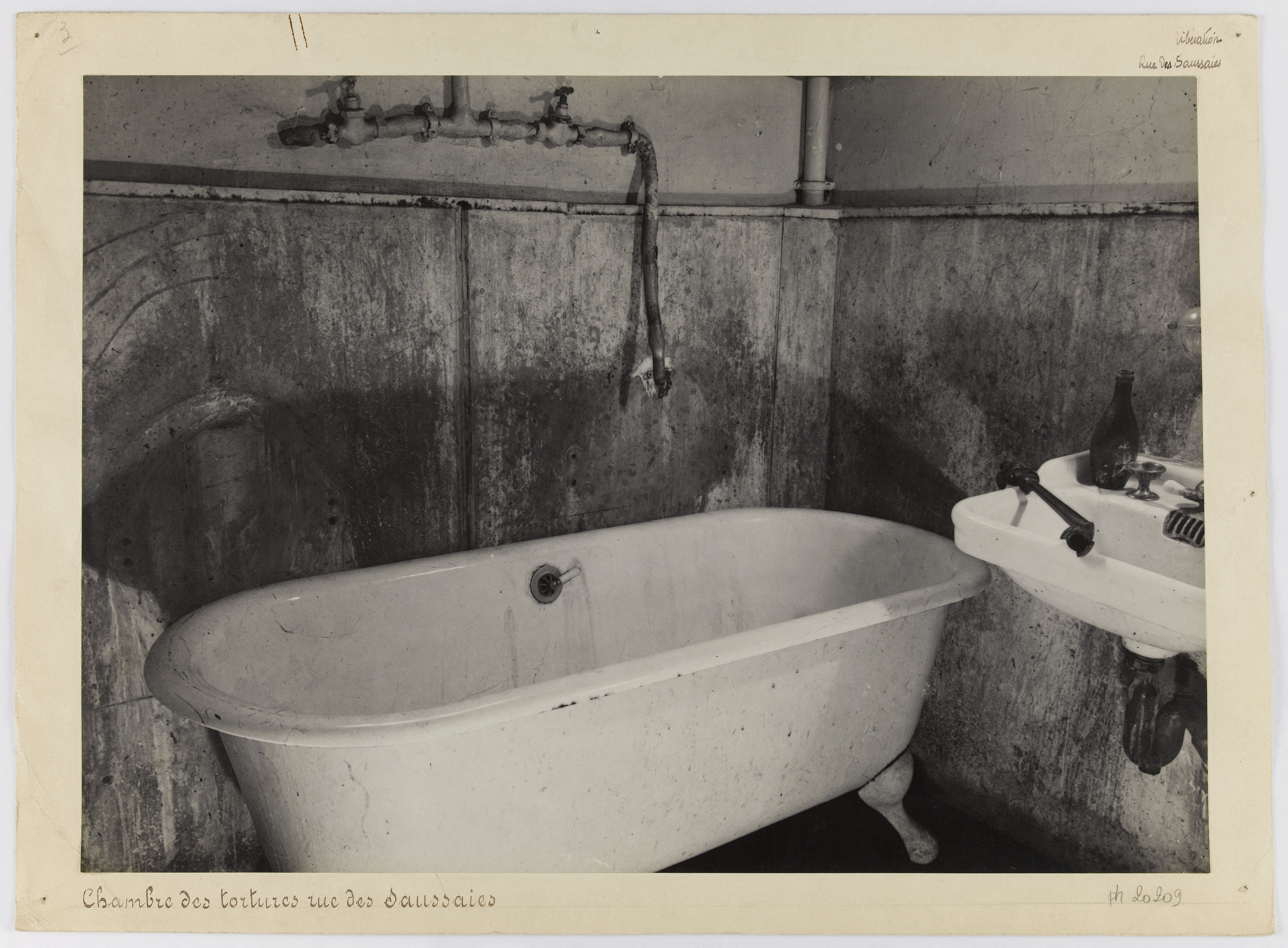
Bagno nella sala delle torture nella sede Gestapo di Parigi, rue des Saussaies 11, 8⁰ arrondissement. Il palazzo è l'attuale sede del ministero dell'interno francese

Il 20 gennaio 1941 organizza una riunione a Parigi per discutere degli ebrei francesi. 
Secondo i resoconti Lischka afferma:
"Per risolvere il problema ebraico in Francia, dobbiamo applicare le stesse misure di quelle praticate nel Reich." 
A tal fine, chiedo la creazione in Francia di un ufficio centrale ebraico con i seguenti compiti: 
- trattazione di tutte le questioni di interesse della popolazione ebraica;
- controllo economico, vale a dire la rimozione degli ebrei dalla vita economica e il trasferimento delle imprese ebraiche;
- propaganda antiebraica tra i francesi.

Come capo della Gestapo di Parigi Lischka è stato responsabile della più grande deportazione di massa degli ebrei nella Francia occupata.
Il 20 aprile 1942 fu promosso Obersturmbannführer.

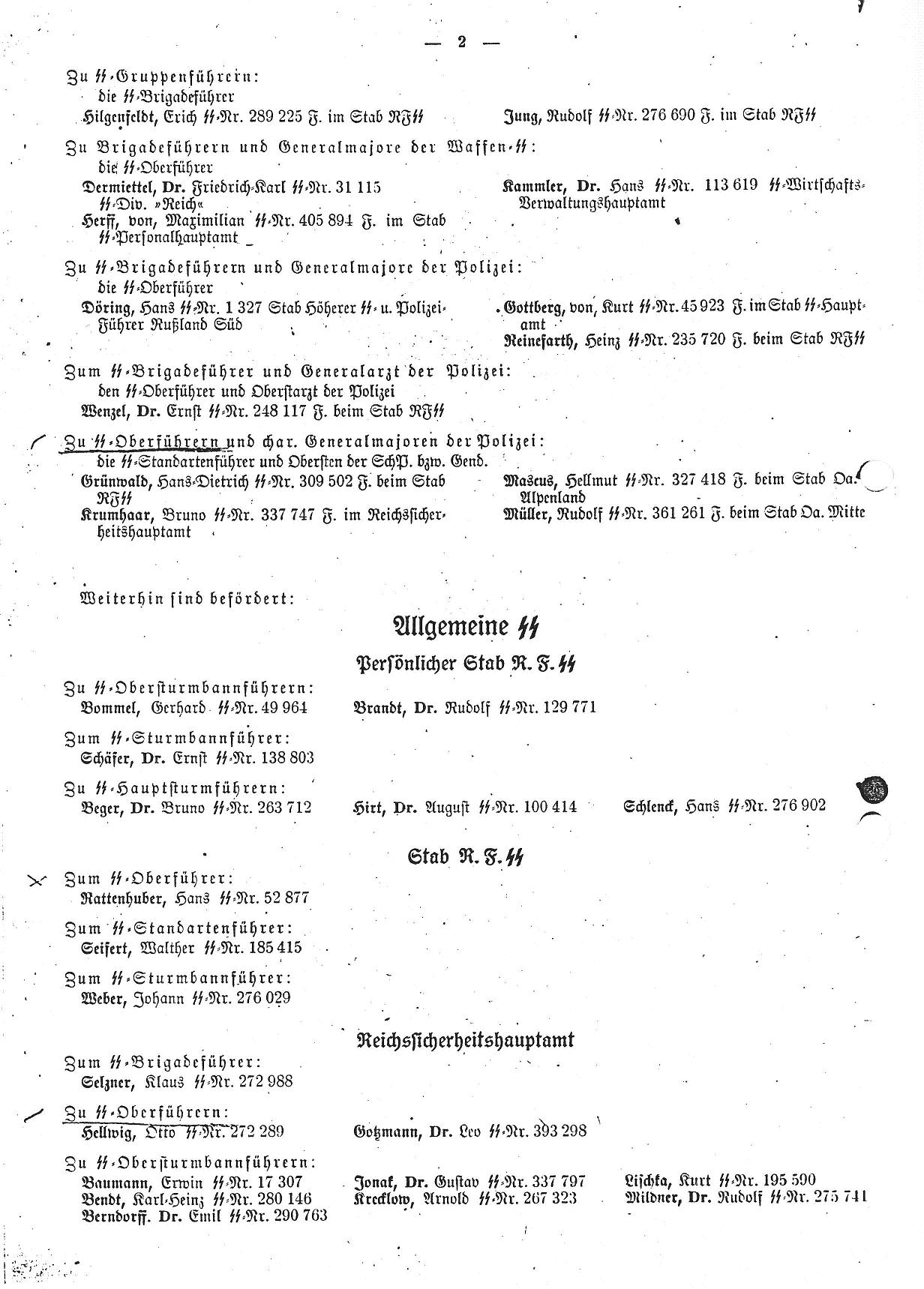
Dal bollettino di ordinanza delle SS del 20 aprile 1942 (data del compleanno di Hitler) pagina 2: il suo nome compare in basso a destra

Il 14 maggio 1942 impone a tutti i bambini ebrei a partire dall'età di 6 anni di portare sui vestiti il distintivo della stella gialla.
16 luglio 1942: Kurt Lischka coordina la retata che porterà a riempire il Vélodrome d'Hiver a Parigi di Ebrei arrestati (12.884 persone secondo la Prefettura). Saranno inviati al campo di internamento di Drancy e quindi trasferiti in Germania.

### Gli ultimi anni della guerra
Nel settembre del 1943, Lischka, sospettato di corruzione, viene richiamato a Berlino. L'azione penale nei suoi confronti si conclude il 27 giugno 1944 con un verdetto di non luogo a procedere.
Nel novembre 1943 viene assegnato all'Ufficio centrale per la sicurezza del Reich (RSHA), come responsabile delle ritorsioni nel Protettorato di Boemia e Moravia.

### Il dopoguerra
Lischka viene arrestato il 10 dicembre 1945 e internato in un campo anglo-francese, prima di essere estradato in Cecoslovacchia nel 1947 in considerazione dell'attività svolta in Boemia negli ultimi anni della guerra.
Liberato il 22 agosto 1950 ritorna nella Germania Ovest. Nello stesso anno viene processato in contumacia da un tribunale francese e condannato all'ergastolo per il ruolo avuto durante la guerra nella "Soluzione finale" nella Francia occupata.
Lischka ha potuto godere della legge tedesca che lo proteggeva contro l'estradizione e venne portato a processo dalla giustizia del suo paese solamente dopo una lunga battaglia durata quasi 10 anni condotta dai cacciatori di nazisti Serge e Beate Klarsfeld, viene individuato per la prima volta nel 1971 a Colonia dove viveva al numero 554 della Bergisch Gladbacherstrasse, al di là del Reno, distretto di Mülheim, Holweide. Con l'ausilio  di un cineoperatore, filmarono Lischka mentre stava uscendo di casa. Il filmato, trasmesso dalle TV di tutto il mondo, riaprì ufficialmente il caso Lischka. I cacciatori di nazisti Klarsfeld provarono in tutti i modi a convincere le autorità tedesche a concedere l'estradizione. Tenteranno anche un rapimento. Per richiamare l'attenzione dell'opinione pubblica, Beate Klarsfeld si autoaccuserà del fatto scontando due mesi di prigione in un carcere tedesco: a seguito delle proteste internazionali, la pena le venne sospesa.
Il processo iniziò solo nel 1979 presso il tribunale regionale di Colonia e si concluse l'11 febbraio 1980 con una condanna a dieci anni di detenzione. Con lui furono processati altri due imputati coinvolti nella deportazione degli ebrei dalla Francia: Herbert Hagen ed Ernst Heinrichsohn (1920-1994) Furono condannati rispettivamente a dodici e sei anni. Lischka è stato rilasciato dopo aver scontato i due terzi della detenzione nel 1985.
Lischka finì i suoi giorni con la moglie in una casa di riposo a Brühl, dove morì nel 1989.